# Erd-Wachskruste
Die Erd-Wachskruste (Sebacina incrustans) ist eine Pilzart aus der Familie der Wachskrustenverwandten (Sebacinaceae) und gehört zur Klasse der Agaricomycetes.

## Merkmale

### Makroskopische Merkmale
Die Erd-Wachskruste bildet resupinate, wachsartige, weiß bis blassgelbe Fruchtkörper, die sehr unterschiedlich geformt sein können. Sein Rand ist häufig gewimpert. Er umwächst oft Pflanzenteile wie Moose und Grashalme, daher kann man ihn manchmal mit Korallen verwechseln.

### Mikroskopische Merkmale
Die eiförmigen Sporen werden 10–12,5 × 6–7 Mikrometer groß. Sie sind glatt, hyalin und inamyloid, das heißt, sie lassen sich nicht mit Jod anfärben. Die Hyphen besitzen keine Schnalle.

## Verbreitung
Die Art ist weit verbreitet. Sie kommt in ganz Europa und Nordamerika vor, aber sie ist auch aus Asien (China, Japan) und Australien bekannt.

## Ökologie
Die Erd-Wachskruste lebt auf dem Boden oder morschem Holz. Sie überziehen dabei oft Pflanzen wie Moose oder Grashalme (inkrustierend), was den lateinischen Artnamen erklärt. Bevorzugt werden nährstoffreichere Böden in feuchten Laubwäldern.
Die Art scheint obligat Ektomykorrhiza zu bilden, da sie nicht in Kultur wachsen kann.

## Systematik
Die Erd-Wachskruste wurde 1796 von Persoon als Corticium incrustans erstbeschrieben. Die Brüder Edmond & Charles Tulasne legten die Art 1871 auf den heute gültigen Namen.
2013 wurde gezeigt, dass die Arten Sebacina epigaea und Sebacina incrustans nicht monophyletisch sind und kryptische Arten darstellen.